# Krasnoselskaja
Krasnoselskaja (Russisch: Красносельская) is een metrostation in de Russische hoofdstad Moskou. Het werd geopend op 15 mei 1935 als een van de dertien oorspronkelijke stations van de metro tussen Sokolniki en Park Koeltoery en de zijlijn van Ochotny Rjad naar Smolenskaja.

## Geschiedenis
Het station is genoemd naar het dorp Krasnoje Selo ("mooi dorp") dat hier vroeger lag. Dit dorp wordt voor het eerst genoemd in het testament van grootvorst Vasili II van Moskou uit 1423, waarin hij het dorp overdraagt aan zijn zoon. Volgens I. Zabelin bestond het dorp al in de 12e/13e eeuw. Het dorp lag aan het begin van de Stromynka-weg , vlak bij een grote vijver die lag op de plaats van het huidige emplacement naast het Jaroslavskistation. Deze vijver was de bron van de Tsjetsjer die naar de Jaoeza stroomt en inmiddels geheel overkluisd is. Vanwege de schilderachtigheid kreeg het de naam het mooie dorp.
In 1806 werd het gebied door Moskou geannexeerd. Aanvankelijk werden de namen Gavrikova Oelitsa (Gavrikovastraat) en Gavrikova Plosjtsjad (Gavrikovaplein) gebruikt voor het project. Het was de bedoeling om twee verdeelhallen onder de Krasnoproednaja Oelitsa te bouwen. De westelijke op de hoek van de Verchnië Krasnoselkaja Oelitsa (Opper Krasnoselskastraat) de oostelijke bij de kruising met de Gavrikova Oelitsa, waar het Gavrikova Plosjtsjad was gepland. In het Algemeen plan voor de herbouw van Moskou uit 1935 werd de Nieuwe Boulevard Ring opgenomen. In eerdere plannen zou deze de Gavrikova Oelitsa kruisen, maar er werd gekozen voor een tracé parallel aan de Opper- en Neder- Krasnoselskastraat waarbij tussen de metrolijn en de Kazanspoorweg de Gavrikovastraat werd gevolgd. Hierom werd het oostelijke toegangsgebouw geschrapt en kreeg het station de naam Krasnoselskaja, de aanleg van de Nieuwe Boulevard Ring begon echter pas in de jaren 70 van de 20e eeuw.

## Station

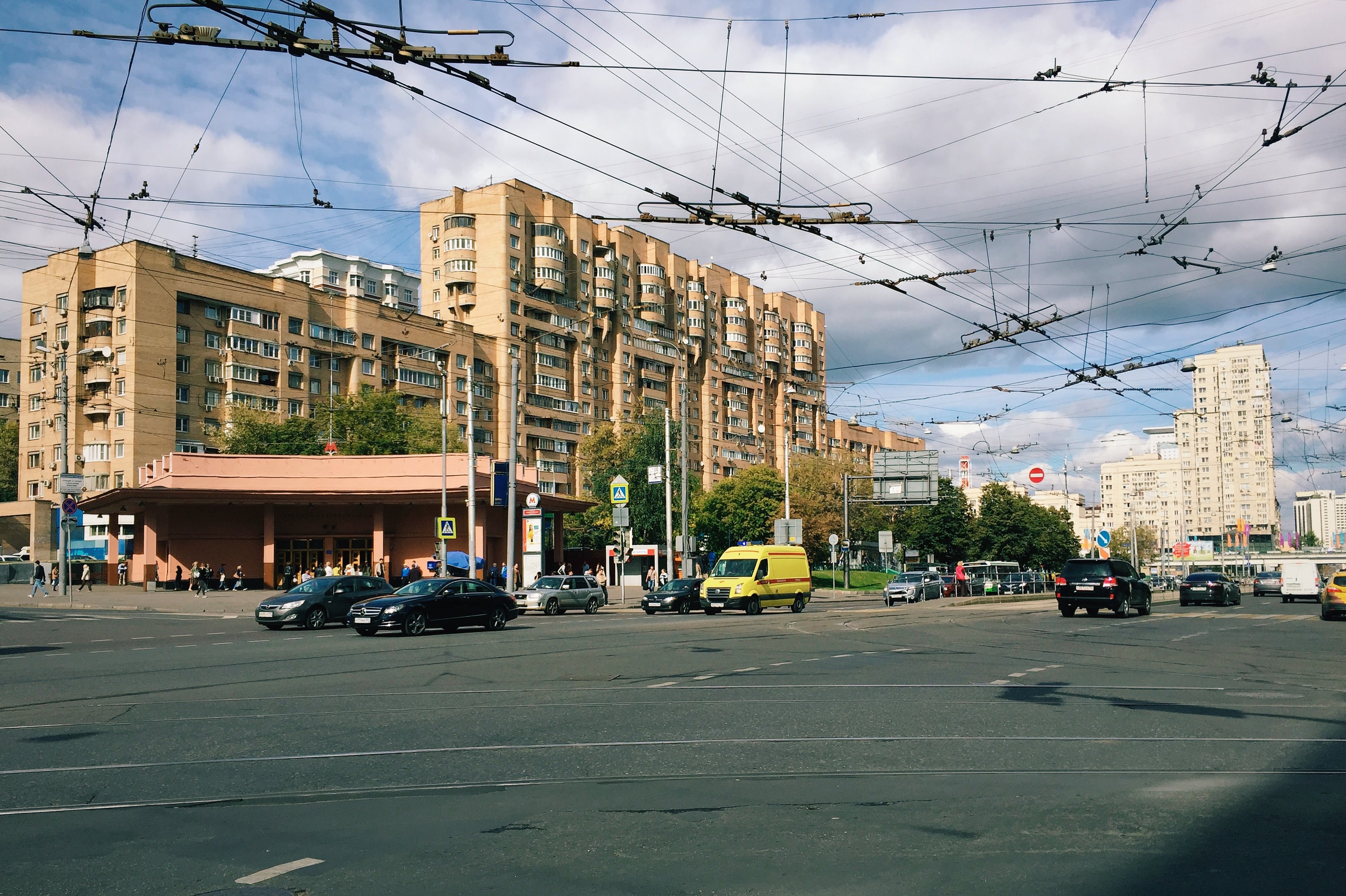
Het toegangsgebouw aan het kruispunt
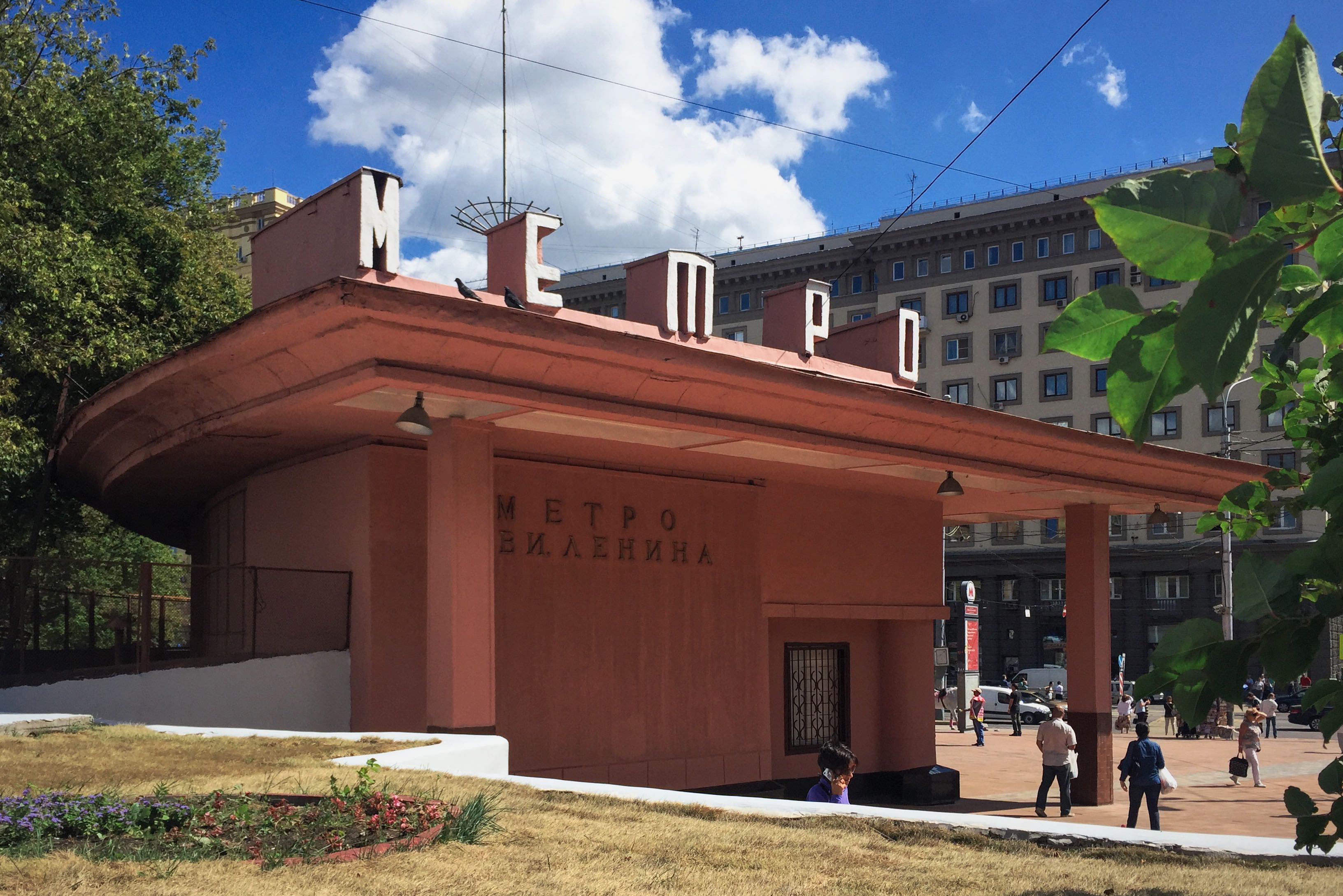
De originele stenen letters op het toegangsgebouw
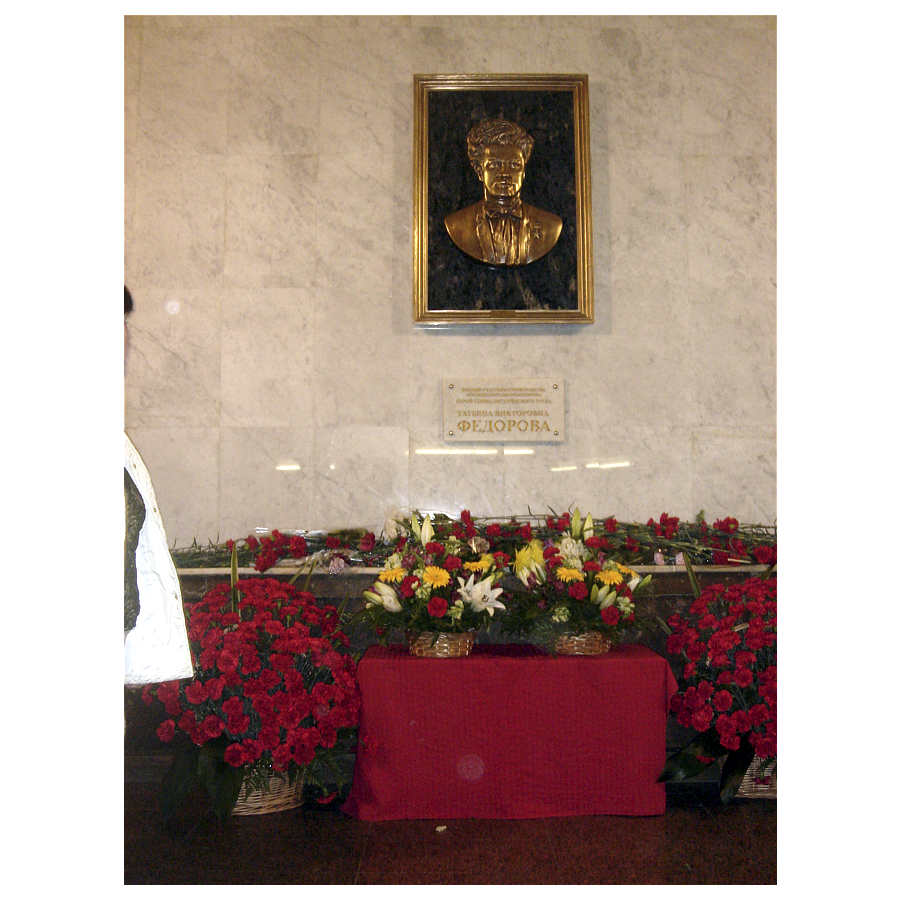
De gedenkplaat voor T.V. Fedorova

Het station kent één toegangsgebouw op de noord-oost hoek van de kruising Krasnoproednaja Oelitsa / Verchnië Krasnoselkaja Oelitsa. Van meet af aan werd slechts een gering aantal reizigers verwacht bij dit station. De geplande tweede uitgang naar de Gavrikova Oelitsa werd nooit geopend maar de trap aan de oostkant van het perron is wel gebouwd.
Het toegangsgebouw is een van de weinigen waar het originele opschrift “METRO”, hier in stenen letters op de dakrand, bewaard gebleven is. Het plan om het toegangsgebouw onder in een woonblok op te nemen is niet uitgevoerd. Haltes voor trolleybussen, bussen en trams bieden de mogelijkheid om over te stappen. Overstappen op een andere metrolijn is niet mogelijk hoewel er zowel bij de plannen uit de jaren 90 van de 20e eeuw als bij de plannen voor de derde overstap contour uit 2010 sprake is geweest van een kruisende lijn bij Krasnoselskaja. In 2012 werd het tracé voor de Grote Ringlijn vastgesteld waarbij de kruising bij Sokolniki in plaats van Krasnoselskaja kwam te liggen. In verband met de aanleg van de Grote Ringlijn was het station tussen 16 en 22 februari 2019 en van 30 maart tot 4 april 2019 gesloten.
In 2005 werd de oorspronkelijke tegelvloer van het toegangsgebouw vervangen door marmer in dezelfde kleur. Op 15 mei 2006 werd een gedenkplaat ter ere van Tatjana Victorovna Fedorova, een van de eerste metrobouwsters en Held van de Socialistische Arbeid in de Russische Socialistische Federatieve Sovjet Republiek, aangebracht in het toegangsgebouw.

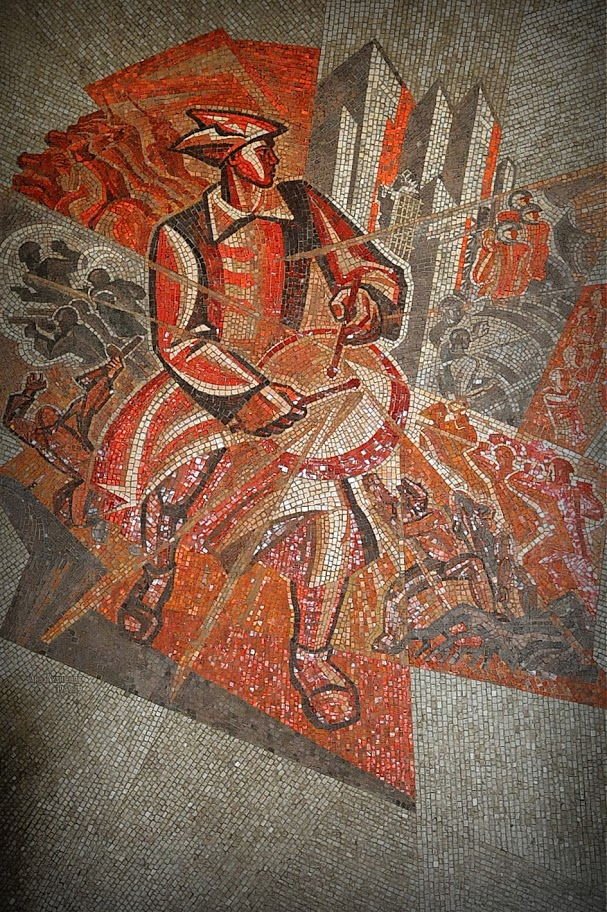
Mozaïek in het station
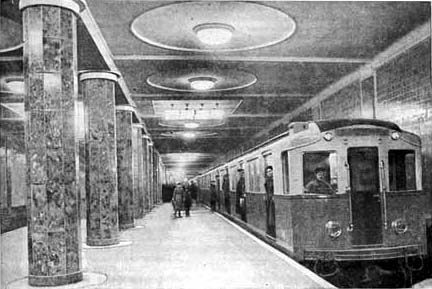
Krasnoselskaja in 1935
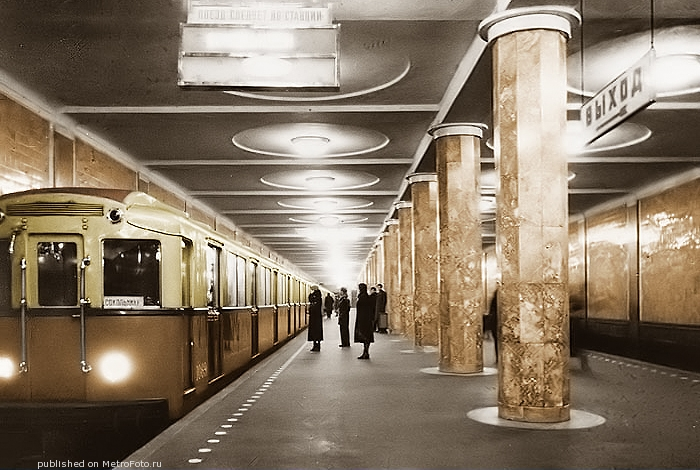
Metrostel type B te Krasnoselskaja in 1940

Door de geologische omstandigheden werd bij de bouw van het ondergrondse deel gekozen voor de openbouwputmethode. Het station is een zuilenstation op 8 meter diepte dat is gebouwd op een betonnen vloer met een rij zuilen in het midden van het geasfalteerde perron. De achthoekige zuilen zelf zijn bekleed met geel-bruin Biuk Janke marmer van de Krim. De tunnelwanden zijn betegeld met rode tegels onder het perronniveau en met omzoomde vlakken van gele tegels daarboven.
In 1935 werd de verlichting verzorgd met gloeilampen midden in cirkels in het plafond. Het asfalt op het perron werd in de loop der jaren vervangen door een tegelvloer. Aan de vooravond van de 70e verjaardag van de metro werd het station opgeknapt, hierbij werden de vloertegels vervangen door marmer en de verlichting door tl-buizen tussen de zuilen. In 2012 werden de wanden bij de overgangen tussen het station en de tunnels voorzien van een witte wandbekleding.